# Stenetrium kensleyi
Stenetrium kensleyi là một loài chân đều trong họ Stenetriidae. Loài này được Martin, Heard & Wetzer miêu tả khoa học năm 2003.